# Promontorium Kelvin
Promontorium Kelvin – przylądek na powierzchni Księżyca  o średnicy około 50 km. Promontorium Kelvin znajduje się na współrzędnych selenograficznych ☾ 27,0°S 33,0°W/-27,000000 -33,000000 na obszarze Mare Humorum.
Nazwa grzbietu została nadana w 1935 roku przez Międzynarodową Unię Astronomiczną i pochodzi od Lorda Kelvina (1824-1907), brytyjskiego fizyka.